# ۳۲۳ (پیش از میلاد)

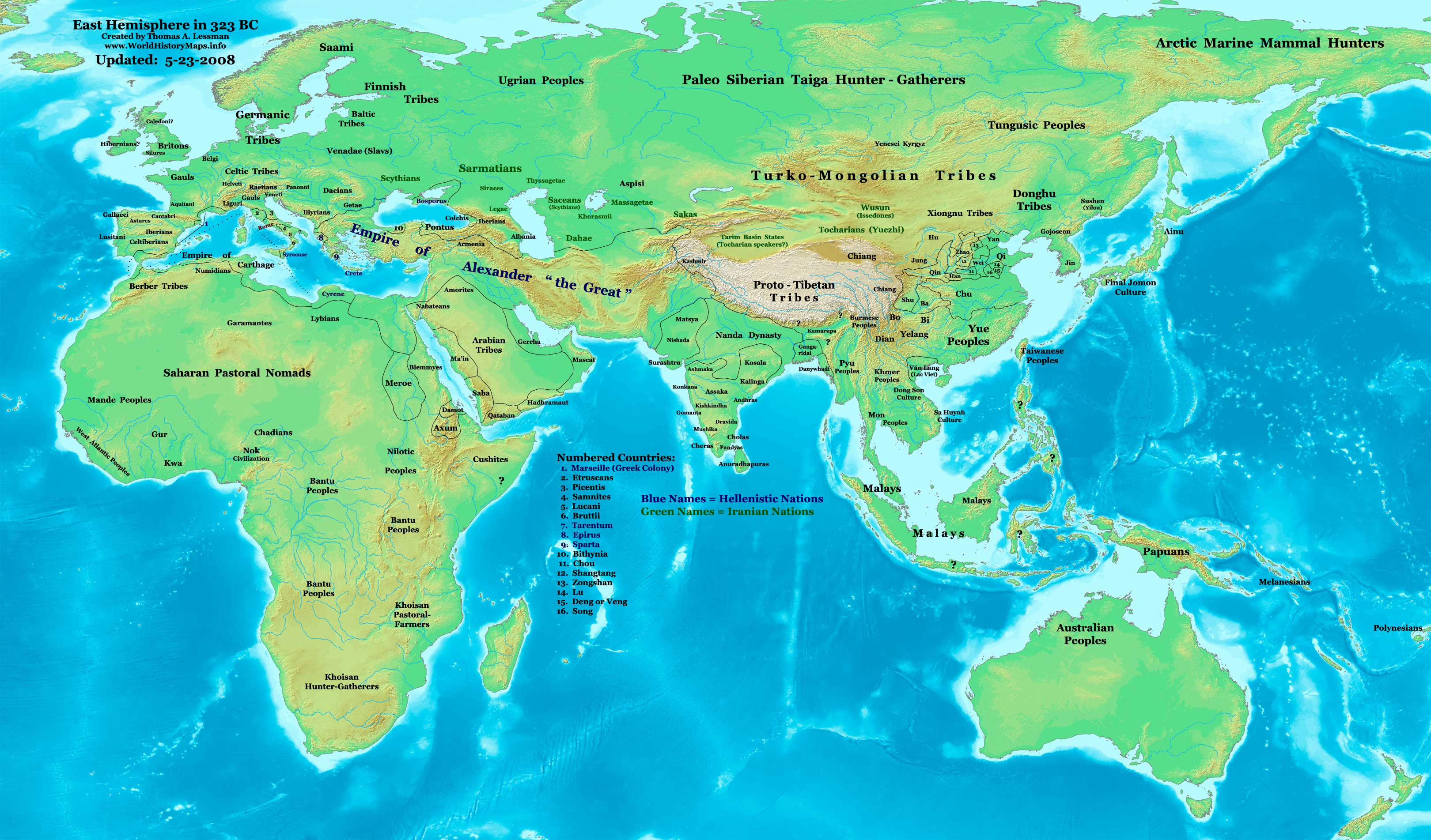
نیمکرهٔ شرقی زمین در ۳۲۳ پیش از میلاد

## رویدادها
- سرزمین‌های گرفته‌شده به دست اسکندر مقدونی به دست سردارانش پاره‌پاره شد.
- پادشاهی فیلیپ سوم مقدونی.
- نیرومندی پردیکاس در آسیا.
- ملاگر به دست نیروهای وفادار به پردیکاس کشته‌شد.
- شورش شهرهای شمالی یونان مانند آتن بر ضد مقدونیان.
- ارسطو با واکنش ضد مقدونی آتنی‌ها روبه‌رو شد که وی را متهم به ناپرهیزگاری می‌نمودند. او به خالکیس گریخت.
- با گریز ارسطو شاگردش تئوفراکتوس سرپرست آکادمی او شد.
- با مرگ اسکندر آتنیان دموستنس را از تبعید بازگرداندند.

## زادروزها
- اسکندر چهارم مقدونی پسر اسکندر و روشنک

## مرگ‌ها
- ۱۰ ژوئن؛ اسکندر مقدونی
- دیوژن
- ملاگر سپهسالار مقدونی و از یاران اسکندر
- لوکورگوس سیاست‌مدار و سخنران آتنی.

## منبع
Wikipedia contributors, "323 BC," Wikipedia, The Free Encyclopedia, http://en.wikipedia.org/w/index.php?title=323_BC&oldid=216149663 (accessed June 16, 2008). 